# Schloss Leopoldstein

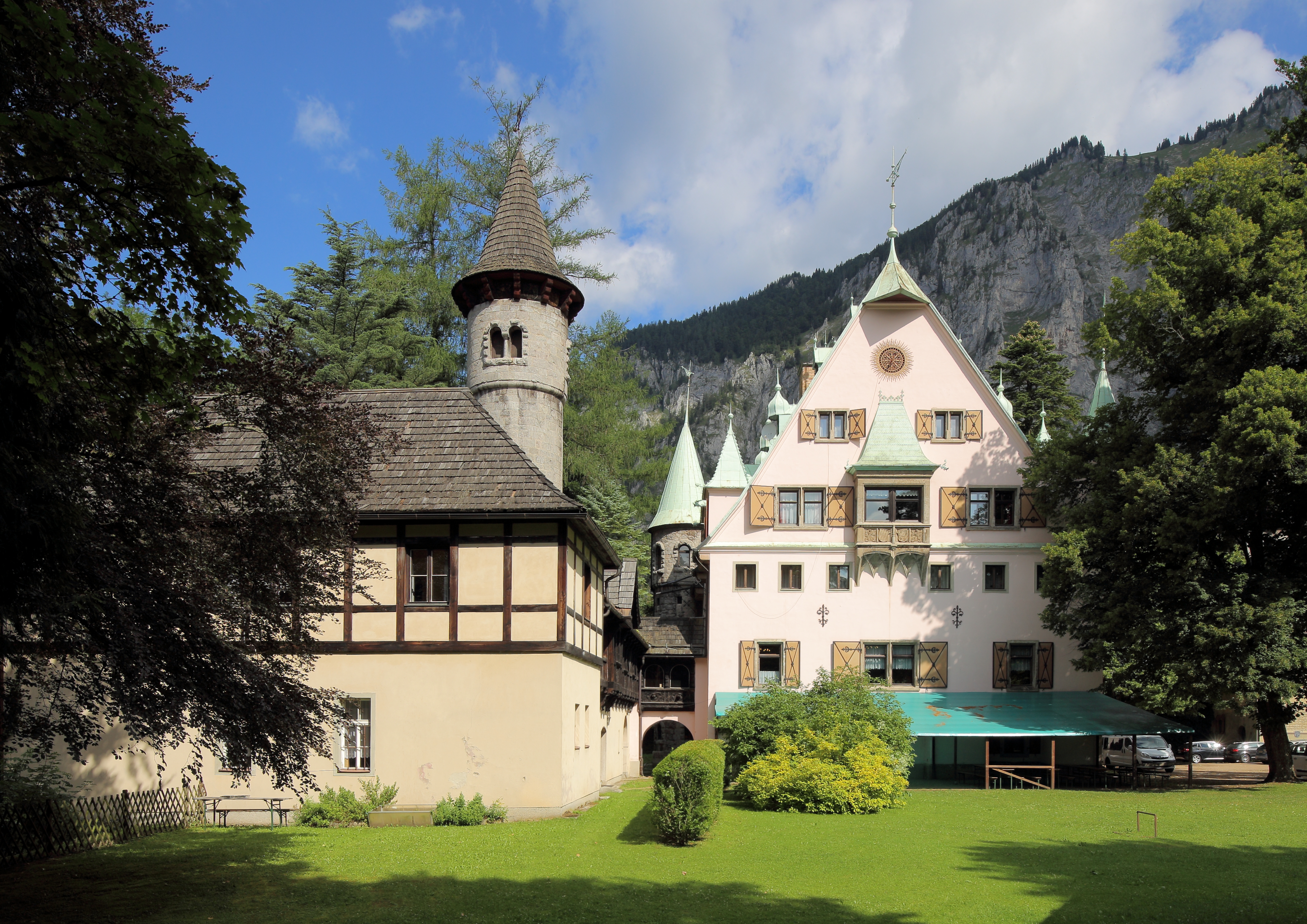
Schloss Leopoldstein

Das Schloss Leopoldstein ist ein Schloss im Münichtal bei Eisenerz in der Steiermark.

## Geschichte
Im Jahr 1434 werden mit dem Sauriesselgut und dem Ruernschopfgut zwei bäuerliche Anwesen genannt, die bis 1665 auch bewirtschaftet werden. Leopold Freiherr von Neidthardt zu Spathenbrunn, Oberkammergraf in Eisenerz, vereinigte die beiden Güter und baute ab 1666 das Sauriesselgut zu einem schlossartigen Anwesen aus. Die Benennung erfolgte angeblich zu Ehren Kaiser Leopolds und nach anderen Angaben, weil die Einweihung des Schlossgebäudes am Namenstag des Erbauers erfolgte. Unter dem Besitzer Johann G. Ledermayer brannte es im Jahr 1706 durch Blitzschlag zum Großteil ab. Von 1780 bis 1839 gehörte das Schloss der Gewerkenfamilie Paumann und kam 1870 in den Besitz des Fürsten Liechtenstein. Dieser verkaufte es um 1880 an den Prinz Arnulf von Bayern, der es zwischen 1890 und 1895 nach dem Vorbild der bayrischen Königsschlösser im historisierenden Stil zu einer Sommerresidenz umbauen ließ.
1935 kam das Schloss neuerlich in den Besitz der Fürstenfamilie Liechtenstein und drei Jahre später in den der Wohnungs-AG der Reichswerke Hermann Göring in Linz. Nach dem Krieg wurde die Wohnungs-AG (WAG) mit dem Bund als Eigentümer neu gegründet. Diese verpachtete das Schloss samt den Nebengebäuden bis 2022 an das Land Steiermark.
Die WAG als Eigentümer des Schlosses wurde im Zuge der Bundeswohngesellschaften-Privatisierung 2004 als „Paket“ mit den Gesellschaften BUWOG, EBS Wohnungsgesellschaft mbH Linz und ESG Villach an das sogenannte „Austro-Bieterkonsortium“ (Raiffeisen Landesbank OÖ, Wiener Städtische, Oberösterreichische Landesbank, Oberösterreichische Versicherung und Immofinanz) verkauft. 2017 wurde der zum Schloss gehörende Forst verkauft und 2018 wurden auch Gespräche bezüglich des Verkaufs des Schlosses geführt.

## Anlage
Das heutige Erscheinungsbild des Schlosses neben dem Leopoldsteiner See ist durch historisierende Elemente nach dem Vorbild der bayrischen Königsschlösser geprägt und besteht innerhalb einer Umfassungsmauer aus lose angeordneten Haupt- und Nebengebäuden neben einem markanten Wehrturm. Die fünf großen Säle des Schlosses weisen eine reichhaltige Ausstattung in Form von  Wandvertäfelungen, Kassettendecken, Kachelöfen und Wappenzier auf. Die Schlosskapelle Leopoldstein ist der Heiligen Mariä Empfängnis geweiht.

## Nutzung
Das Schloss ist Internat der Bundeshandelsakademie und Bundeshandelsschule Eisenerz und wird im Sommer vom Land Steiermark als Jugendsporthaus genutzt.